# Olivier Reverdin

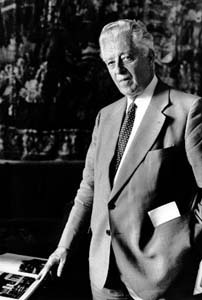
Olivier Reverdin (1983)

Olivier Reverdin (* 15. Juli 1913 in Genf; † 16. Juni 2000 ebenda; heimatberechtigt ebenda) war ein Schweizer Altphilologe, Journalist und Politiker (LPS).

## Biografie
Der Sohn des Philosophen Henri Reverdin studierte Philologie an der Universität Genf, an der Sorbonne, am Collège de France, an der École pratique des hautes études sowie an der École française d’Athènes. Er promovierte 1945. Von 1945 bis 1958 war er Bundeshausredaktor und von 1954 bis 1959 gleichzeitig Chefredaktor des Journal de Genève. Von 1958 bis 1983 war er ordentlicher Professor für griechische Sprache und Literatur an der Universität Genf.
Von 1955 bis 1971 gehörte er dem Nationalrat und von 1971 bis 1979 dem Ständerat an. Von 1969 bis 1972 war Reverdin als erster Schweizer Präsident der Parlamentarischen Versammlung des Europarates.

## Schriften (Auswahl)
- La Religion de la Cité platonienne, 1945
- La Guerre du Sonderbund vue par le Général Dufour, Éditions Slatkine, 1947, Dokumentation
- Quatorze calvinistes chez les topinambours, 1956
- La Crète, berceau de la civilisation européenne, 1960
- Connaissance de la Suisse, 1962
- als Hrsg.: L’epigramme grecque. (= Entretiens sur l’antiquité classique. Band 14) Vandoeuvres-Genf 1968. ISBN 978-2-600-04407-3.